# Мария (атолл)

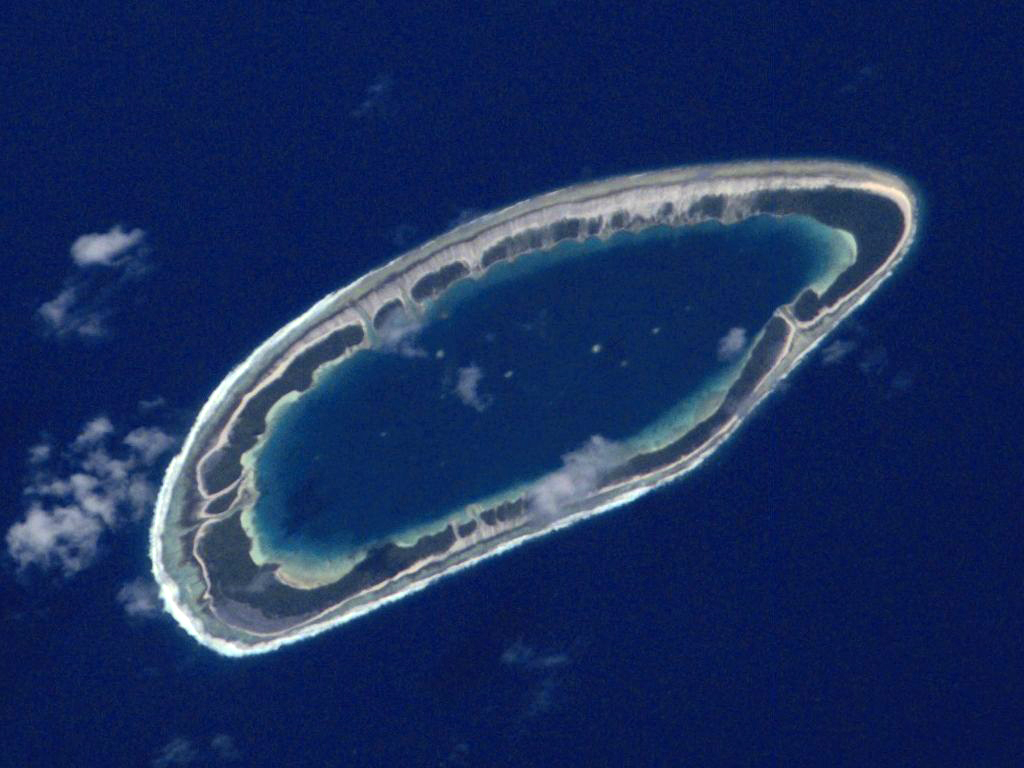
Космический снимок атолла.

Мария (фр. Maria) — атолл в южной части архипелага Туамоту (Французская Полинезия). Расположен в 163 км к северо-западу от острова Мангарева. Остров не следует спутывать с островами Мария в составе архипелага Тубуаи.

## География
В центре острова расположена лагуна. Мария в основном покрыт зарослями кокосовой пальмы и пандануса. Время от времени остров посещают жители других атоллов архипелага. Площадь острова — 3 км².

## История
Название Мария имеет чисто полинезийское происхождение и не имеет ничего общего с Девой Марией. В прошлом остров был известен под названием Моэренхаут (англ. Moerenhout).

## Административное деление
Административно входит в состав коммуны Гамбье.